# Османодя, Филиц
Филиц Османодя (нем. Filiz Osmanodja; род. 7 марта 1996, Дрезден) — немецкая шахматистка, гроссмейстер среди женщин (2019).

## Биография
Филиц Османодя родилась в германском городе Дрездене в этнической турецкой семье из Болгарии.
Филиц Османодя — многократный победитель юношеского чемпионата Германии по шахматам среди девушек. В 2004, 2005 и 2006 годах она побеждала в возрастной группе девушек до 10 лет, а в 2008 году она была первой в возрастной группе девушек до 12 лет. Филиц Османодя неоднократно представляла Германию на юношеском чемпионате Европы по шахматам и юношеском чемпионате мира по шахматам в разных возрастных группах, где завоевала четыре серебряные медали
- в 2008 году на юношеском чемпионате Европы по шахматам среди девушек до 12 лет[2];
- в 2008 году на юношеском чемпионате мира по шахматам среди девушек до 12 лет;
- в 2009 году на юношеском чемпионате Европы по шахматам среди девушек до 14 лет[3];
- в 2014 году на юношеском чемпионате мира по шахматам среди девушек до 18 лет[4].

Филиц Османодя выступала за Германию в командном чемпионате Европы по шахматам среди девушек до 18 лет, в котором она участвовала 3 раза (2008-2010 гг.) и выиграла командную серебряную медаль (2009 г.) и индивидуальную золотую (2009 г.) и бронзовую (2010 г.) медали.
В 2017 году в Риге Филиц Османодя участвовала в личном чемпионат Европы по шахматам среди женщин.
Филиц Османодя выступала за команду Германии-3 на Шахматной олимпиаде среди женщин:
- в 2008 году на запасной доске на 38-й шахматной олимпиаде (женщины) в Дрездене (+4, =0, −5).

Филиц Османодя выступала за команду Германии на командном чемпионате Европы по шахматам:
- в 2015 году на второй доске 11-го командного чемпионата Европы по шахматам (женщины) в Рейкьявике (+1, =2, −3).

За успехи в турнирах ФИДЕ в 2013 году присвоила ей звания международного мастера среди женщин (WIM), а в 2019 году — звание международного гроссмейстера среди женщин (WGM).

## Изменения рейтинга
| Графики недоступны из-за технических проблем. См. информацию на Фабрикаторе и на mediawiki.org. |